# アオミズ
アオミズ（青水・青みず、学名: Pilea pumila ）は、イラクサ科ミズ属の一年草。多汁でやわらかい。中国名は、透莖冷水花（別名：透莖冷水麻）。

## 名前の由来
和名のアオミズ（青みず）は、茎がみずみずしく草全体が緑色であるため。

## 分布と生育環境
日本では、北海道、本州、四国、九州に分布し、国外では、朝鮮半島、中国大陸、シベリア東部、北アメリカ大陸に分布する。林縁や林内の湿った場所に生育する。

## 特徴
一年生の草本。茎は緑色で無毛、直立して高さ30 - 50センチメートル (cm) になる。茎に多くの水分を含んでおり、透明感があって瑞々しい。葉は葉とほぼ同長の葉柄がついて対生し、葉身は長さ3 - 10 cmの菱状卵形で3本の葉脈が通り、葉の先端は尾状にとがり、基部は広いくさび形になる。葉縁には三角形の大きな鋸歯が5 - 10対ある。托葉があり、小型で長さ1 - 2ミリメートル (mm) 。
花期は7 - 8月。雌雄同株。葉腋から左右1対の雄花と雌花が混生した長さ1 - 3 cmの集散花序をだす。花は小さすぎてはっきりしない。雄花には花被片が2個、雄蕊が2個ある。雌花には線形の花被片が3個あり、花が終われば果実を包む。果実は、長さ1ミリメートル (mm) 前後の広卵形の痩果になり、少し隆起した褐色の細かい点がある。
- 葉腋から花序がでる。白いのが雄花序。緑色が雌花序。
- 緑色が果実を抱いた雌花序。

## 食用
やわらかい茎と葉の部分を食用とする。採取適期は7 - 9月ごろとされる。味に特別なクセはなく、さっと湯がいてから、おひたし、白和えなどの和え物、卵とじなどにして食べる。